# Daniel Amson
Daniel Amson, né le 23 février 1942 à Hyères (Var) et mort le 4 septembre 2015 à Neuilly-sur-Seine (Hauts-de-Seine),, est un avocat à la cour d'appel de Paris et professeur émérite de droit public français.
Il est l'auteur de nombreux essais et biographies sur le droit, l'histoire et le sport.

## Biographie

### Jeunesse et études
Fils de Claude Amson, industriel, et de Françoise Lambert, Daniel Amson est issu d'une famille juive de maroquiniers, descendant d'Arthur Amson (témoin de moralité d'Alfred Dreyfus) et de Gaston Amson, petit-neveu de Raymond Lindon. « Très croyant et très pratiquant (…) la religion était pour lui une façon de se forger une morale, une droiture, une intégrité » expliquait un de ses fils.
Claude Amson effectue ses études secondaires au Cours Hattemer, puis au lycée Janson-de-Sailly, puis au collège de Honfleur. Il est diplômé de l'Institut d’études politiques de Paris, il obtient son doctorat en droit en 1970, avec une thèse sur la Stabilité gouvernementale et ministérielle sous la Ve République. 

### Parcours professionnel
Daniel Amson devient secrétaire de la conférence des avocats au Conseil d’État et à la Cour de cassation (1967-1968), puis avocat à la cour d'appel de Paris en 1969. Il travaille aux cabinets d'Arnaud Lyon-Caen puis de Georges Flécheux, avant de s'installer en 1978. À partir de 1967 il enseigne le droit public, d'abord à l'université de Paris II puis, comme professeur des Universités, à celle de Lille II, et enfin à  Paris XII à partir de 2005 , jusqu'en 2009. Daniel Amson est l'auteur de vingt-quatre ouvrages, notamment une Histoire constitutionnelle de la France qu'il n'a le temps de rédiger que jusqu'à Louis XVIII.
En 1988, il reçoit le prix Bernard-Lecache.
En 2004, il est candidat à l'Académie française.
Passionné de sport, et notamment du Red Star dont il a demandé des nouvelles jusqu'à son lit d'hôpital, Daniel Amson avait également joué comme trois-quarts au rugby et deuxième série au tennis.

### Famille
De son premier mariage avec Catherine Marie, célébré le 9 juillet 1969, il a un fils : David, et de son second mariage avec Élisabeth Lang, célébré le 11 octobre 1972, il a trois enfants : Charles, Maud et Ariane.

## Ouvrages
- La Cohabitation politique en France : la règle de deux, PUF, 1985.
- La Haute Cour, 1789-1987, en collaboration avec Raymond Lindon, PUF, 1987.
- Adolphe Crémieux, l'oublié de la gloire, Le Seuil, 1988 (prix Licra 1988).
- De Gaulle et Israël, PUF, 1991.
- Carnot, Perrin, 1992.
- Israël et la Palestine, PUF, 1992.
- Poincaré, l'acharné de la politique Tallandier, 1997.
- Borotra : De Wimbledon à Vichy, Tallandier, 2001.
- Gambetta ou le rêve brisé, Tallandier, 1994.
- La vie politique sous la Ve République, Ellipses Marketing, 2002.
- La République du flou, Odile Jacob, 2002.
- La Querelle religieuse, Odile Jacob, 2004.
- Culture générale : réflexions sur quelques problèmes contemporains, Montchrestien, 3e éd., 2007.
- Histoire constitutionnelle française, Tome 1 : de la prise de la Bastille à Waterloo, LGDJ, 2010.
- Histoire constitutionnelle française, Tome 2 : de la bataille de Waterloo à la mort de Louis XVIII, LGDJ, 2014.
- Histoire constitutionnelle française, Tome 3 : de la mort de Louis XVIII à l'installation du nouveau régime (1824-1830), LGDJ, 2016.